# Valšovice
Valšovice, resp. Hranice VI-Valšovice, jsou malá vesnice a část města Hranice v okrese Přerov. Nachází se asi 6 km na jihozápad od Hranic. V roce 2009 zde bylo evidováno 50 adres. V roce 2001 zde trvale žilo 166 obyvatel.
Hranice VI-Valšovice leží v katastrálním území Valšovice o rozloze 2,96 km2.

## Příroda
Vesnice leží v kopcích pohoří Maleník u Hranic na levém břehu řeky Bečvy. V lesích nedaleko rostou především smrky, které zde byly uměle vysazeny. Nedaleko vesnice se nachází dvě přírodní rezervace – Bukoveček a Dvorčák, které se však nacházejí na území sousedních Paršovic a ve kterých rostou buky a duby.
Soustava sedmi malých nádrží na potoku Krkavec se nazývá Valšovická jezírka. Vede kolem nich okružní značená turistická trasa Lesní naučná stezka Valšovice, která zasahuje i na území sousedních Paršovic.

## Název
Základem jména vesnice bylo osobní jméno Valeš, domácká podoba jména Valentin. Původně se jednalo o pojmenování obyvatel vsi, Valšovici, a znamenalo „Valšovi lidé“.